# Solkraft i Spanien
Solkraft är en viktig källa till elektrisk energi i Spanien. Landet har goda förutsättningar med mycket solinstrålning. El produceras inte bara med hjälp av solceller, utan även termisk solkraft är en betydande källa till el (och värme). Elproduktionen sker framförallt i större anläggningar. Bara 2 % producerades 2017 i anläggningar mindre än 10 kW, 27 % producerades i anläggningar på mellan 10 och 100 kW, 43 % i anläggnignar på mellan 100 och 500 kW och 28 % i anläggningar större än 500 kW.
Utbyggnaden har skett i två faser. Mellan 2004 och 2013 skedde en snabb utbyggnad då ett system med inmatningsersättning gjorde det fördelaktigt att bygga ut. I kölvattnet av finanskrisen 2007–2008 och på grund av de höga kostnaderna kom systemet att över tid att bli mindre generöst för att 2012 avskaffas helt och ersättas av skatt. Detta gjorde att utbyggnaden stannade av med få nya anläggningar under mycket av 2010-talet. De som byggdes var till stor del för självförsörjning av el (snarare än att skicka ut elen på elnätet, vilket helt dominerat tidigare), då styrmedlen förändrades för att gynna detta. Från slutet av 2010-talet har det skett en mycket snabb utbyggnad. I figuren nedan visas elproduktion från solkraft i Spanien sedan 2006. Solinstrålningen är störst i den södra delen av landet.